# 천연사이다
천연사이다는 1986년 7월 일화에 인수됐다가 1991년 1월 일화에 흡수합병됐던 초정약수에서 1985년에 출시된 청량음료인데 칠성사이다에 밀려 충청권에서만 인지도가 높으며  청주 천안 대전 대구 등 일부 지역에서는 90%의 시장 점유율을 달성하기도 했다.

## 원재료
- 물
- 액상 과당
- 백당
- 탄산 가스
- 구연산
- 사이다 에센스

## 제품 용량
- 190ml CAN
- 250ml CAN
  - 제로 250ml CAN
- 340ml 병
- 355ml CAN
- 500ml PET
- 1.5L PET
  - 자몽
  - 레몬

## 광고 모델
- 故 최진실(1995)

## 같이 보기
- 일화
- 칠성사이다
- 스프라이트
- 킨사이다
- 축배사이다
- 맥콜